# 乌拉圭革命共产党
乌拉圭革命共产党（西班牙語：Partido Comunista Revolucionario del Uruguay），简称乌革共（PCRU），是乌拉圭的一个共产主义政党。该党成立于1972年，前身是1963年成立的“革命左翼运动”。该党的意识形态是马列毛主义。该党的主席是Ricardo Cohen。该党的总部位于蒙得维的亚。该党是人民团结和马列主义政党和组织国际会议 (国际通讯)的成员。